# Limnoithona tetraspina
Limnoithona tetraspina är en kräftdjursart som beskrevs av Zhang och Li 1976. Limnoithona tetraspina ingår i släktet Limnoithona och familjen Oithonidae. Inga underarter finns listade i Catalogue of Life.